# ボリシャヤ・ドミトロフカ通り

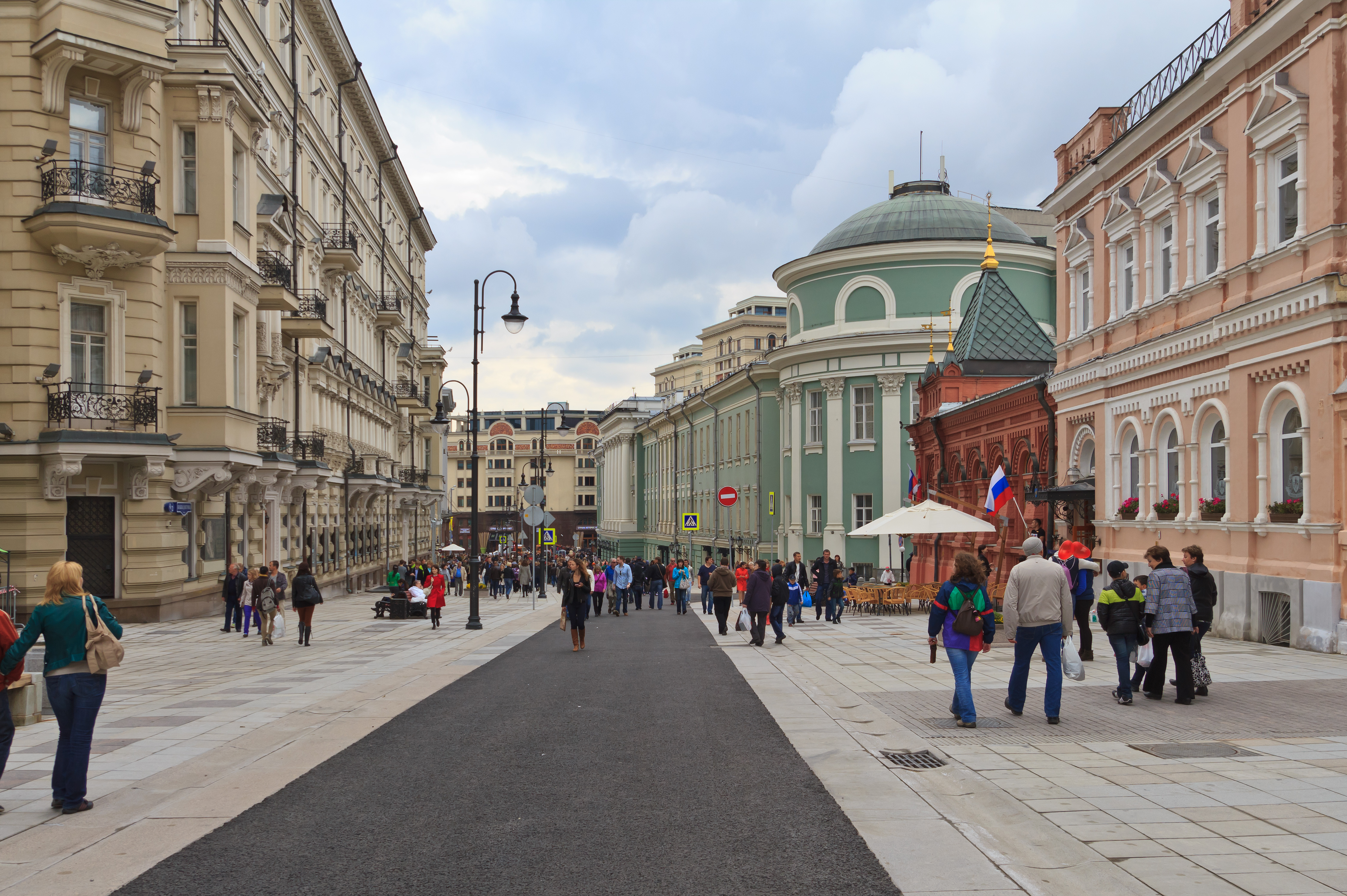
ボリシャヤ・ドミトロフカ通り、2013年9月7日撮影

ボリシャヤ・ドミトロフカ通り（ボリシャヤ・ドミトロフカどおり、ロシア語: Улица Большая Дмитровка）は、ロシアの首都モスクワの都心部にある街路である。赤の広場の北北西に位置する。
沿道に、連邦院 (ロシア)、ロシア国立社会政治史文書館、ボリショイ新劇場（ru:Новая сцена Большого театра）などがある。

## 脚注

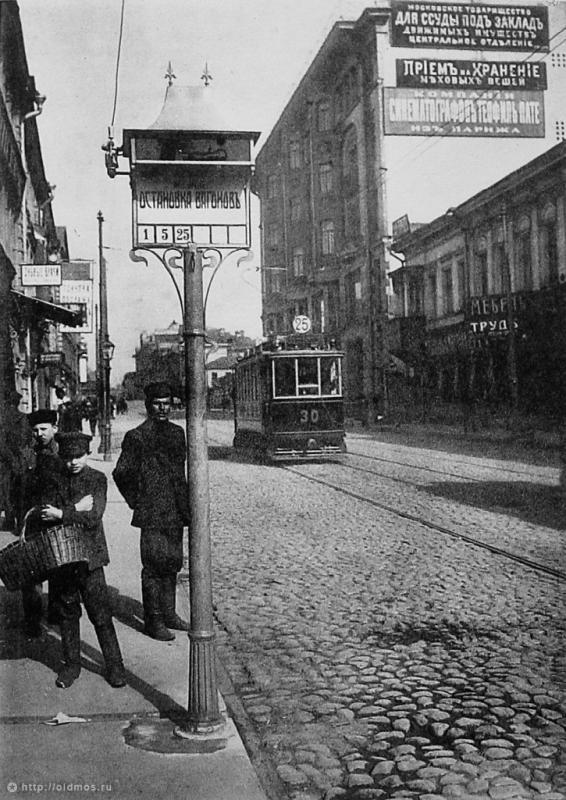
路面電車が走るボリシャヤ・ドミトロフカ通り、1910年頃撮影